# رشد روانی-جنسی
رشد روانی-جنسی(به انگلیسی: Psychosexual development)، مفهومی است که توسط زیگموند فروید مطرح شده و به مراحل رشد شخصیت در طول کودکی اشاره دارد.
در روانکاوی، رشد روانی-جنسی عنصر اصلی نظریه میل جنسی است. به گفته زیگموند فروید شخصیت از طریق مجموعه‌ای از مراحل کودکی رشد می‌کند که در آن انرژی‌های لذت‌جویانه کودک بر روی نواحی شهوت‌خیز متمرکز می‌شوند. نواحی شهوت‌خیز به عنوان ناحیه‌ای از بدن شناخته می‌شود که به طور خاص به تحریک حساس است. 

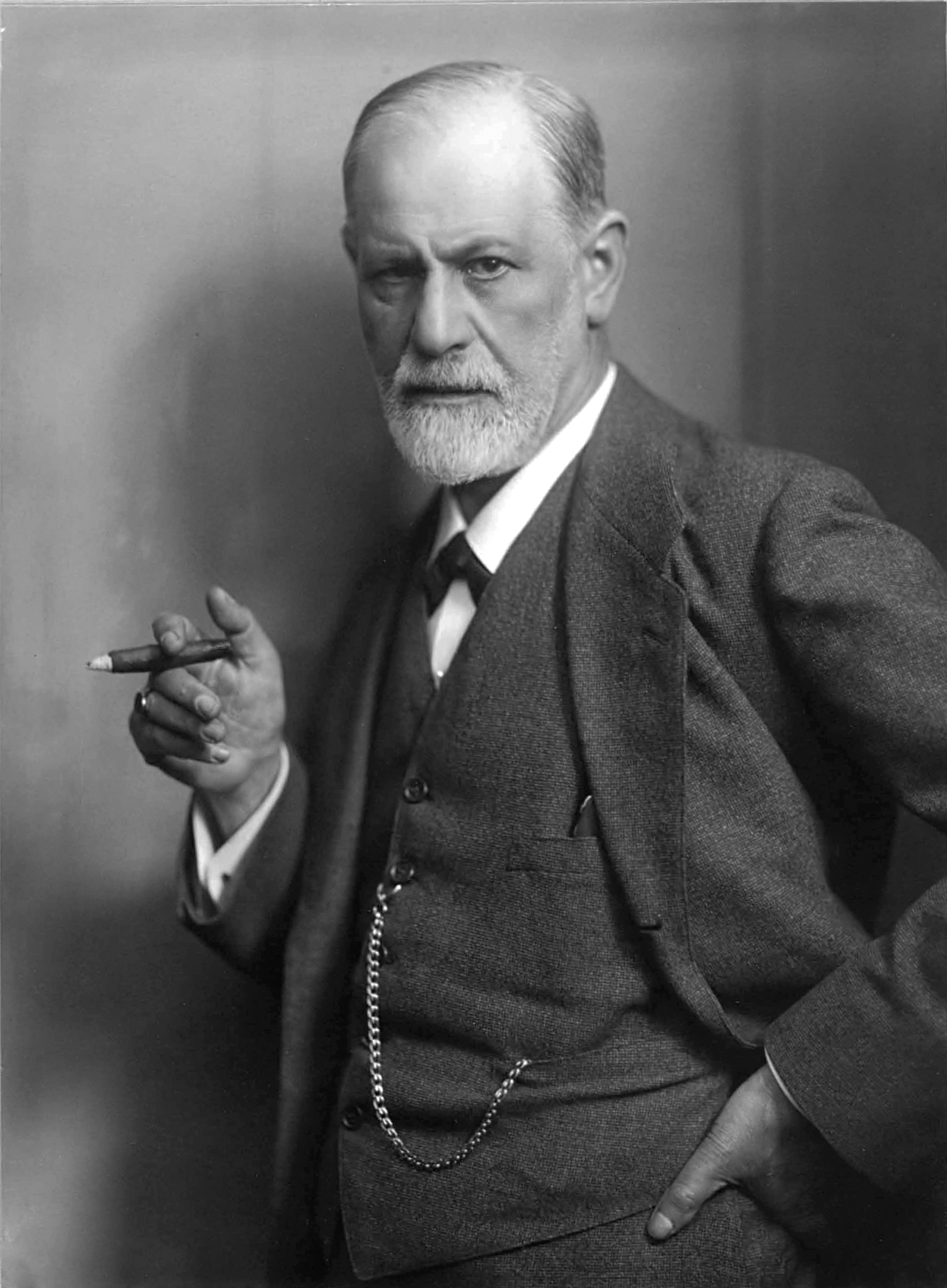
زیگموند فروید در سال ۱۹۲۱

پنج مرحله روانی-جنسی عبارت است از: دهانی، مقعدی، آلتی، نهفتگی و تناسلی. ناحیه شهوانی مرتبط با هر مرحله به عنوان منبع لذت عمل می‌کند. عدم رضایت در هر مرحله خاص می‌تواند منجر به تثبیت شود. از سوی دیگر رضایت می‌تواند منجر به یک شخصیت سالم شود. زیگموند فروید اظهار داشت که اگر کودک در هر یک از مراحل رشد روانی-جنسی دچار سرخوردگی شود اضطرابی را تجربه خواهد کرد که تا بزرگسالی به عنوان یک روان‌نژندی و یا یک اختلال روانی عملکردی ادامه خواهد یافت.

## رشد روانی-جنسی فروید
| مرحله  | محدوده سنی         | نواحی شهوت‌خیز      | پیامدهای تثبیت روانی |
| ------ | ------------------ | ------------------ | --- |
| دهانی  | تولد تا ۱ سالگی    | دهان               | پرخاشگری دهانی: جویدن آدامس و ته مداد و غیره منفعل بودن دهانی: سیگار کشیدن، غذا خوردن، بوسیدن، آمیزش جنسی دهانی – تثبیت مرحله دهانی ممکن است منجر به شخصیتی منفعل، ساده‌لوح، نابالغ و فریبکار شود. |
| مقعدی  | ۱ سالگی تا ۳ سالگی | مقعد               | نگهدارنده مقعدی : وسواس‌گونه، منظم یا بیش از حد مرتب. دفع‌کننده مقعدی : بی‌ملاحظه، بی‌دقت، گستاخ، آشفته، کوپروفیلیا                                                                                   |
| آلتی   | ۳ سالگی تا ۶ سالگی | اندام تناسلی       | عقده ادیپ (در پسران و دختران) طبق نظر زیگموند فروید عقده الکترا (در دختران) طبق نظر کارل گوستاو یونگ، بی‌بندوباری جنسی و عزت نفس پایین در هر دو جنس پیامد آن است.                                  |
| نهفتگی | ۶ سالگی تا بلوغ    | احساسات جنسی نهفته | عدم بلوغ و ناتوانی در ایجاد روابط غیرجنسی رضایت‌بخش در بزرگسالی |
| تناسلی | بلوغ تا مرگ        | تمایل جنسی بالغانه | سردمزاجی، ناتوانی جنسی، انحراف جنسی، دشواری زیاد در ایجاد یک رابطه جنسی سالم با شخص دیگر |

## مراحل

### مرحله دهانی
اولین مرحله از رشد روانی-جنسی، مرحله دهانی یا (Oral stage) است که از بدو تولد تا یک سالگی ادامه دارد جایی که دهان نوزاد کانون ارضای شهوانی ناشی از لذت تغذیه از سینه مادر و کاوش دهانی محیط خود یعنی تمایل به قرار دادن اشیاء در دهان است. کودک به پرستارش وابسته است (کسي که به او غذا ميدهد) نوعي حس اعتماد و آسايش از طريق اين تحريک دهاني در او رشد مييابد.

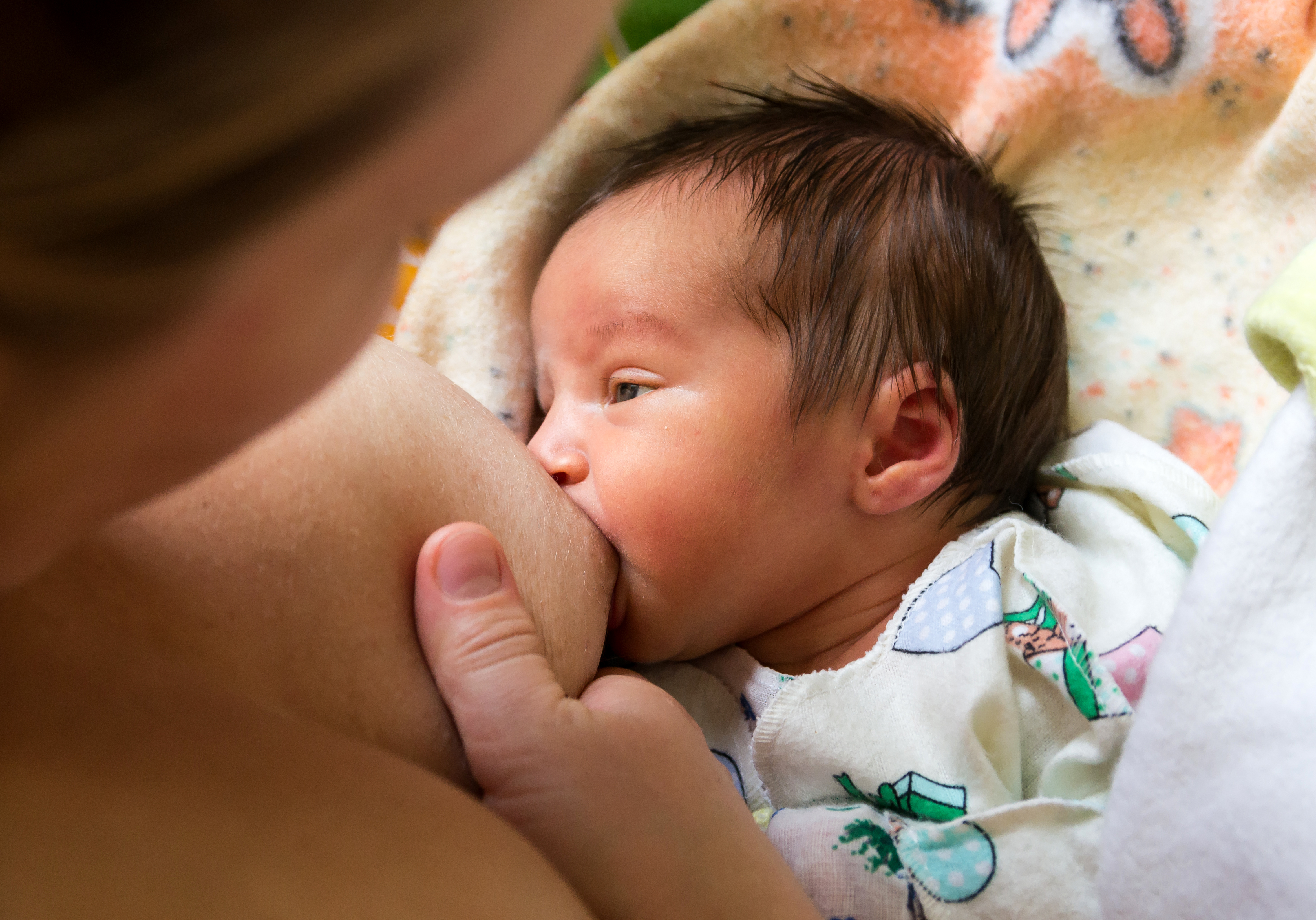
نوزاد در حال شیر خوردن از سینه مادر

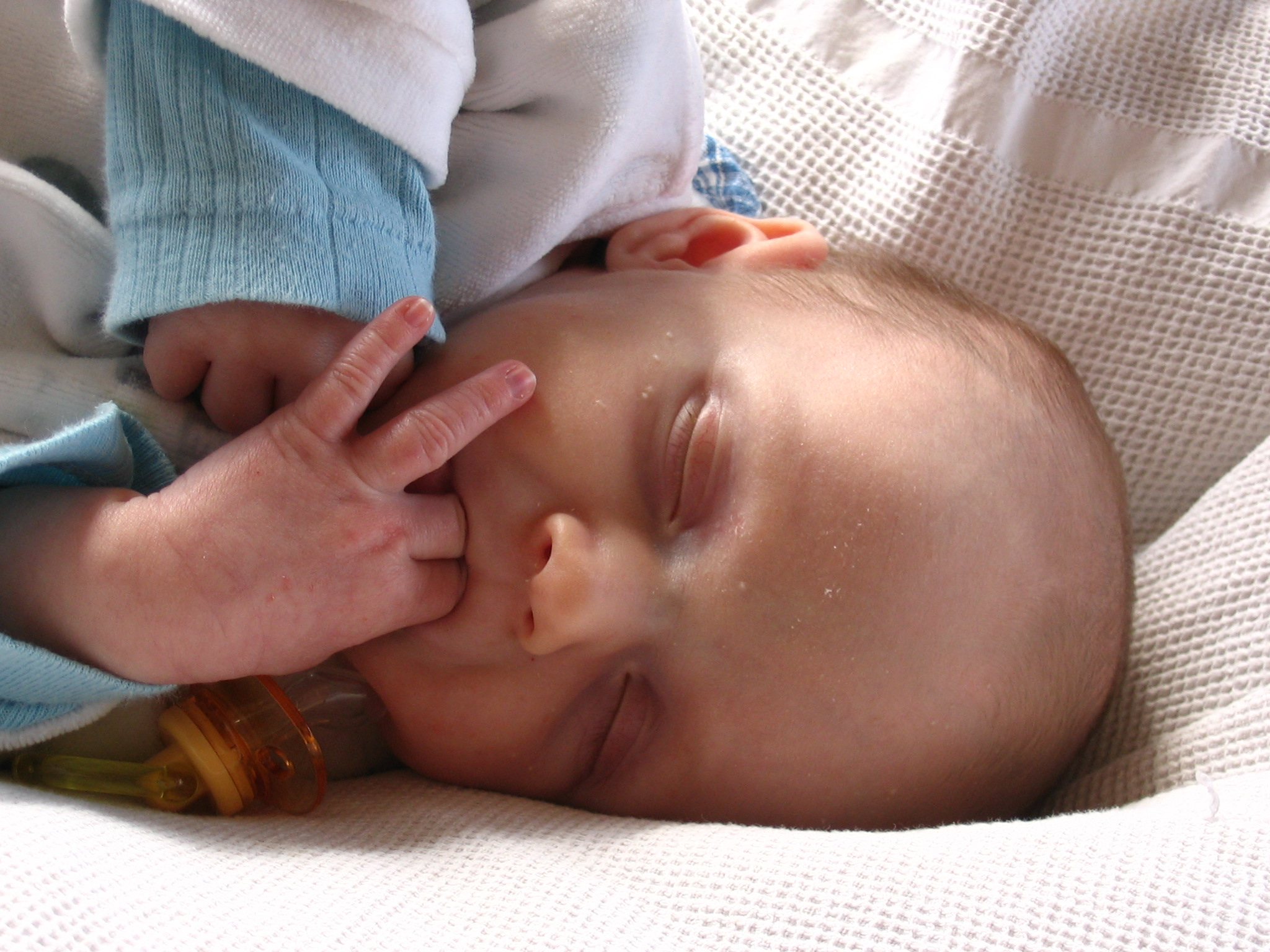
نیازهای دهانی ممکن است با مکیدن انگشت شست ارضا شوند.

از آنجایی که ایگو در این مرحله فراتر از ابتدایی‌ترین شکل خود رشد نکرده است (در مرحله دهانی، نهاد کاملاً وجود دارد، خود شروع به ظهور می‌کند و فراخود هنوز توسعه نیافته است)، هر عملی بر اساس اصل لذت نهاد انجام می‌شود. با این وجود خود نوزادی در طول مرحله دهانی در حال شکل‌گیری است.
فروید اظهار داشت که اگر اشتهای کودک شیرخوار در هر مرحله از رشد لیبیدو سرکوب شود اضطراب تا بزرگسالی به عنوان یک روان‌رنجوری (اختلال روانی عملکردی) ادامه خواهد یافت. بنابراین تثبیت دهانی نوزادی به صورت وسواس با تحریک دهانی آشکار می‌شود. اگر خیلی زود یا خیلی دیر از شیر گرفته شود، ممکن است نوزاد نتواند تعارضات عاطفی مرحله دهانی رشد روانی-جنسی را حل کند و ممکن است تثبیت دهانی ناسازگارانه‌ای را ایجاد کند.

### مرحله مقعدی
مرحله دوم رشد روانی-جنسی، مرحله مقعدی یا (Anal stage) است که از هجده ماهگی تا سه سالگی ادامه دارد. در آن ناحیه شهوت‌خیز نوزاد از دهان (دستگاه گوارش فوقانی) به مقعد (دستگاه گوارش تحتانی) تغییر می‌کند این در حالی است که شکل‌گیری ایگو ادامه دارد. آموزش توالت رفتن، تجربه کلیدی کودک در مرحله مقعدی است که تقریباً در سن دو سالگی اتفاق می‌افتد. این مرحله شامل تضاد بین نهاد (خواستار ارضای فوری) و ایگو (خواستار ارضای تأخیری) در دفع مواد زائد بدن و انجام فعالیت‌های مرتبط به طور مثال دستکاری مدفوع، مقابله با خواسته‌های والدین است.
اگر والدین کودک را تحسین کنند و به خاطر استفاده‌ی صحیح و در زمان مناسب از توالت پاداش دهند، کودک با موفقیت از این مرحله عبور خواهد کرد. با این حال، اگر والدین در این مرحله کودک را مسخره و تنبیه کنند، کودک می‌تواند به شیوه‌های منفی واکنش نشان دهد. کودک ممکن است با سرپیچی پاسخ دهد که منجر به "شخصیت دفع مقعدی" اغلب نامرتب، بی‌پروا و سرکش یا با حفظ آن که منجر به "شخصیت نگه‌دارنده مقعدی" معمولاً مرتب دقیق و منفعل-پرخاشگر می‌شود.

### مرحله آلتی
مرحله سوم رشد روانی-جنسی، مرحله آلتی یا (Phallic stage) است که از سنین سه تا شش سالگی را در بر می‌گیرد جایی که ناحیه اصلی شهوت‌خیز در اندام تناسلی کودک قرار دارد.
کودکان از بدن خود بدن کودکان دیگر و بدن والدینشان آگاه می‌شوند. آنها با درآوردن لباس و کاوش یکدیگر و همچنین اندام تناسلی خود، کنجکاوی فیزیکی خود را ارضا می‌کنند و بنابراین تفاوت‌های فیزیکی (جنسی) بین زن و مرد و نقش‌های اجتماعی مرتبط با آنها را می‌آموزند. در مرحله آلتی، تجربه تعیین‌ کننده روانی-جنسی یک پسر عقده ادیپ است، رقابت پسر-پدر برای تصاحب مادرش. به گفته زیگموند فروید او معتقد بود که در طول مرحله آلتی پسران جوان میل جنسی به مادران خود را تجربه می‌کنند و بنابراین پدران خود را به عنوان رقیب می‌بینند و بنابراین این تجربه روانی-جنسی را عقده ادیپ می‌نامند. برای حل این مشکل همان والد جنسی-جنسی ارزش‌ها و رفتارهای آنها را اتخاذ می‌کند. به عنوان مثال یک پسر ممکن است اعمال یا رفتارهای پدرش را تقلید کند تا به طور غیرمستقیم محبت مادرش را به دست آورد.

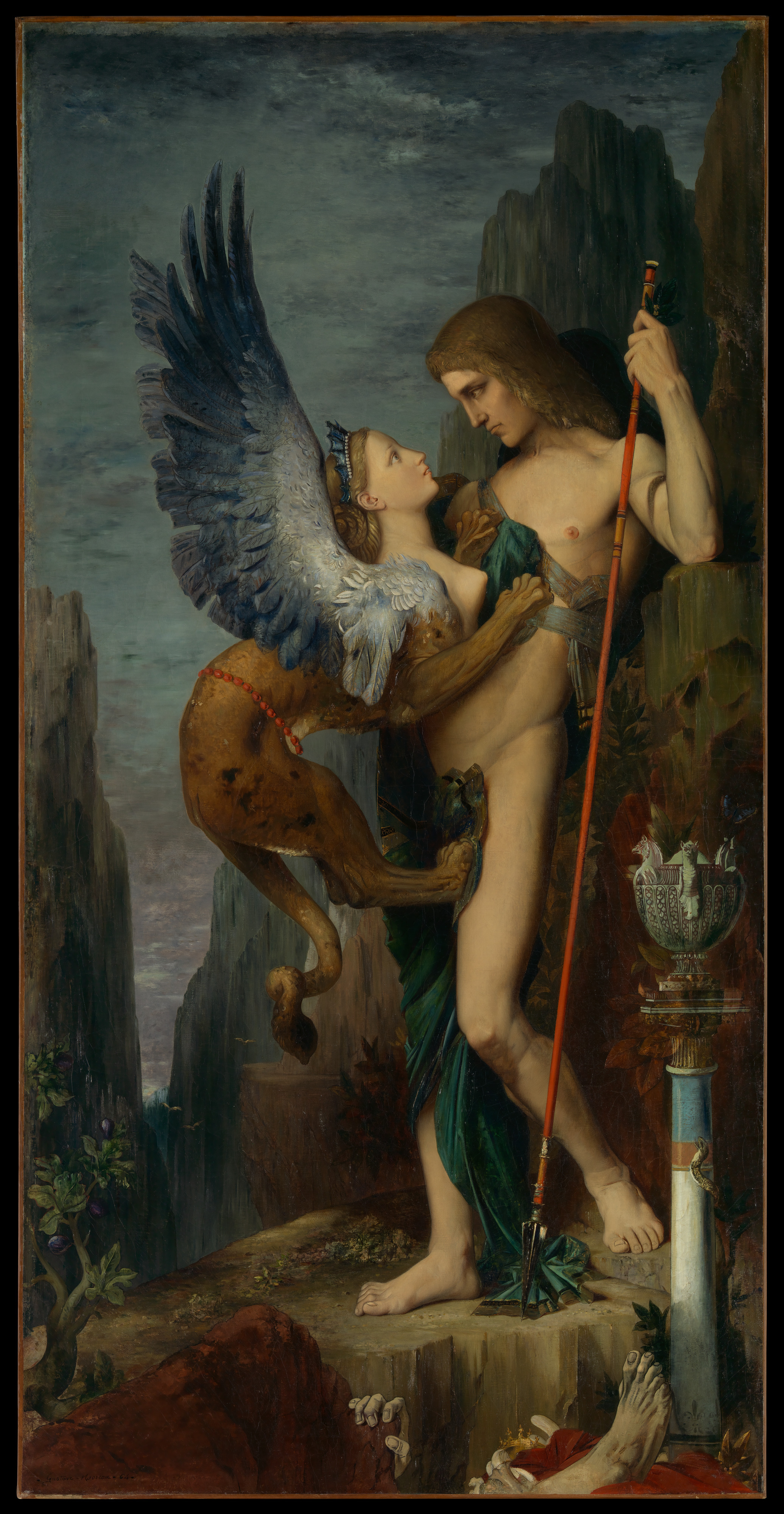
ادیپ و ابوالهول اثر گوستاو مورو، حدود ۱۸۶۴

این نام از شخصیت اسطوره‌ای یونانی قرن پنجم پیش از میلاد ادیپ گرفته شده است که ناخواسته پدرش را کشت و مادرش را از نظر جنسی تسخیر کرد.
پسر مشاهده می‌کند که پدرش مانع عشق و تمایل او به تصاحب مادرش است. بنابراین او نسبت به پدرش احساس پرخاشگری و حسادت می‌کند اما همچنین می‌ترسد که رقیب بسیار قوی‌تر او به او حمله کند. از آنجایی که پسر متوجه شده است که زنان به ویژه مادرش آلت تناسلی ندارند به ویژه از این ترس که پدرش آلت تناسلی او را نیز بردارد متأثر می‌شود. این اضطراب اختگی از میل او به مادرش پیشی می‌گیرد بنابراین این میل سرکوب می‌شود. اگرچه پسر می‌بیند که نمی‌تواند مادرش را تصاحب کند اما استدلال می‌کند که می‌تواند با همانند سازی با پدرش و تا حد امکان شبیه او شدن او را به طور غیرمستقیم تصاحب کند این همانند سازی تجربه اصلی است که ورود پسر را به نقش جنسی مناسب خود در زندگی هدایت می‌کند. یکی از نشانه‌های ماندگار تعارض ادیپی، فراخود، صدای پدر در درون پسر است.

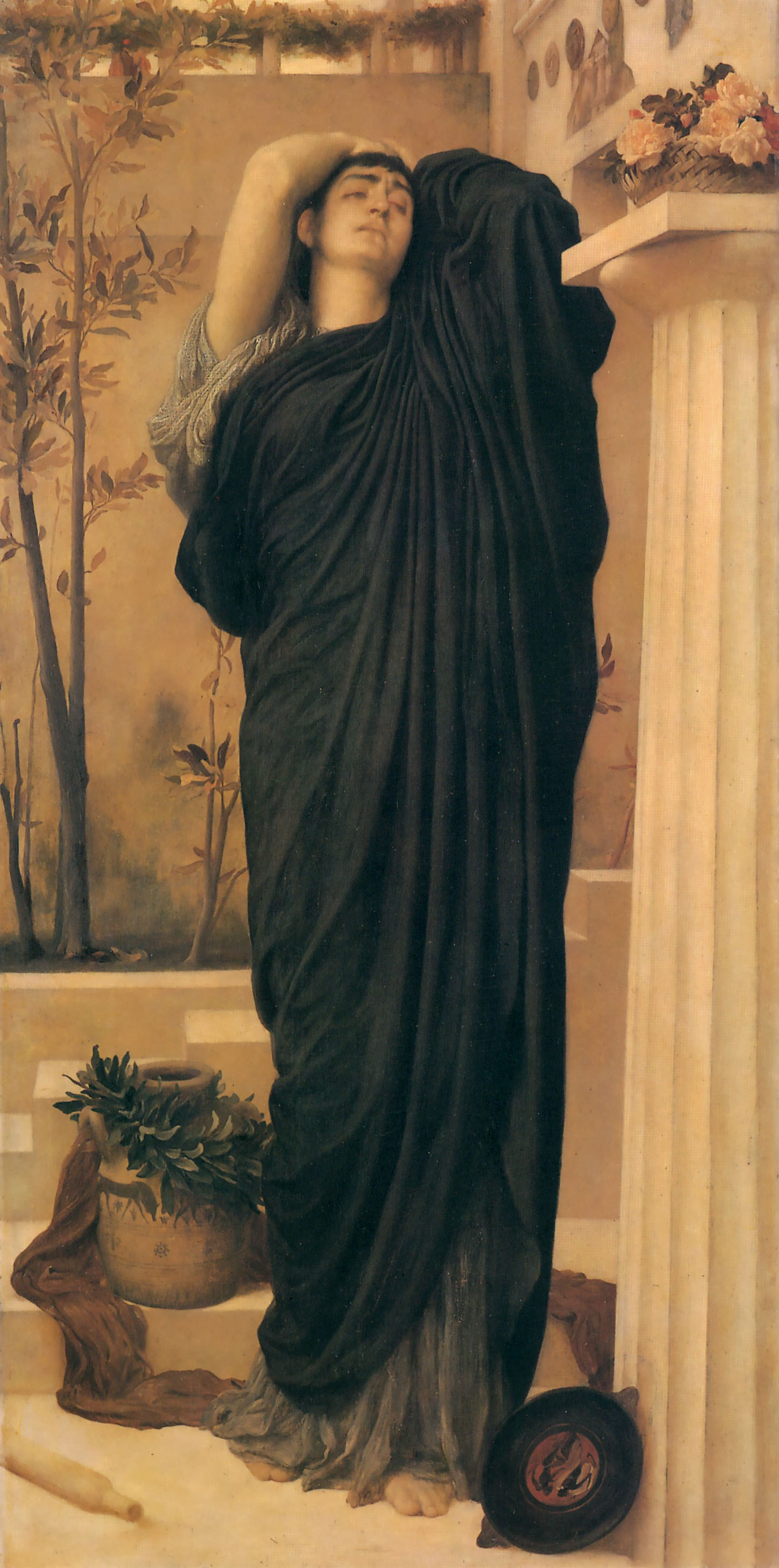
الکترا کنار قبر آگاممنون، اثر فردریک لایتون، حدود ۱۸۶۹

در ابتدا فروید نظریه عقده ادیپ را در مورد رشد روانی-جنسی پسران به کار برد اما بعداً جنبه‌های زنانه این نظریه را به عنوان نگرش ادیپ زنانه و عقده ادیپ منفی توسعه داد. عقده ادیپ زنانه ریشه در کشف دختربچه‌ای دارد که او همراه با مادرش و همه زنان دیگر فاقد آلت تناسلی مردانه‌ای است که پدر و سایر مردان دارند. سپس عشق او به پدرش هم شهوانی و هم حسادت‌ آمیز می‌شود زیرا او آرزوی داشتن آلت تناسلی مردانه پدر خود را دارد. او مادرش را به خاطر اختگی ادراک‌ شده‌اش سرزنش می‌کند و دچار رشک قضیب یا حسادت به آلت تناسلی مردانه می‌شود که همتای آشکار اضطراب اختگی پسر است. بعد ها کارل گوستاو یونگ شاگرد و همکار فروید اصطلاح عقده الکترا را در سال ۱۹۱۳ ابداع کرد.

### مرحله نهفتگی
مرحله چهارم رشد روانی-جنسی، مرحله نهفتگی یا (Latency stage) است که از ۶ سالگی آغاز می شود و تا سن بلوغ ادامه دارد. که در آن کودک عادات شخصیتی را که در سه مرحله قبلی ایجاد کرده است تثبیت می‌کند. چه کودک با موفقیت تعارض ادیپی را حل کرده باشد و چه نه رانه‌های غریزی کودک برای ایگو غیرقابل دسترسی هستند، زیرا در مرحله آلتی تحت مکانیسم سرکوب قرار گرفته‌اند. از این رو از آنجا که رانه‌ها نهفته هستند و ارضای آنها به طور نامحدود به تأخیر می‌افتد کودک باید لذت ارضا را از تفکر فرآیند ثانویه که انرژی رانه‌ها را به سمت فعالیت‌های بیرونی مانند تحصیل،
دوستی، سرگرمی و غیره هدایت می‌کند، به دست آورد. هرگونه روان‌رنجوری که در مرحله نهفتگی رشد روانی-جنسی ایجاد شود ممکن است از حل ناکافی تعارض ادیپ یا از شکست ایگو در تلاش برای هدایت انرژی‌ها به سمت فعالیت‌های قابل قبول اجتماعی ناشی شود.

### مرحله تناسلی
مرحله پنجم رشد روانی-جنسی، مرحله تناسلی یا (Genital stage) است که از سن بلوغ شروع می شود و با مرگ پایان می‌یابد و معمولاً بخش عمده‌ای از زندگی فرد را تشکیل می‌دهد.
هدف آن جدایی و استقلال روانی از والدین است. در مرحله تناسلی، فرد با تعارضات روانی-جنسی باقی‌مانده دوران کودکی خود روبرو می‌شود و به دنبال حل آنها می‌گردد. همانند مرحله آلتی، مرحله تناسلی بر اندام تناسلی متمرکز است، اما تمایلات جنسی به جای انفرادی و کودکانه، توافقی و بالغانه است. تفاوت روانشناختی بین مراحل آلتی و تناسلی این است که خود (ایگو) در مرحله دوم تثبیت می‌شود، دغدغه فرد از ارضای غریزه اولیه به استفاده از تفکر فرآیند ثانویه برای ارضای میل به صورت نمادین و فکری از طریق دوستی، رابطه عاشقانه، خانواده و مسئولیت‌ پذیری بزرگسالان تغییر می‌کند.
برای مثال، یک جوان بالغ با اعتماد به نفس و آگاه از نظر عاطفی، ممکن است به دنبال یک رابطه جدی و متعهدانه باشد که به گفته فروید، راه حلی موفقیت‌آمیز برای مراحل اولیه روانی-جنسی است. مرحله تناسلی آخرین مرحله است و بالاترین سطح بلوغ محسوب می‌شود.

## انتقادات
به گفته فرانک سیوفی انتقادی که به اعتبار علمی نظریه روانکاوی رشد روانی-جنسی انسان وارد است این است که فروید بر تمایلات جنسی انسان متمرکز بوده است.
برخی از فمینیستم ها نظریه رشد روانی-جنسی فروید را به عنوان نظریه‌ای جنسیت‌زده و فالوسنتریک مورد انتقاد قرار می‌دهند.